# Klachauer Höhe
Die Klachau, auch Klachauer Höhe, ist eine Passlandschaft in der Obersteiermark, die das Ennstal bei Irdning (673 m) mit dem Hinterberger Tal (Gemeinde Bad Mitterndorf, 809 m) bei Tauplitz im steirischen Salzkammergut verbindet. Mit der niedrigen Passhöhe von 833 m ü. A. verbindet sie den Grimming (2351 m) und das Dachsteingebirge mit dem Toten Gebirge.

## Lage und Ausbau
Die kaum ausgeprägte Talwasserscheide Krunglbach (zur Salza)/Grimming(bach) ist am Westende des Bahnhofs Tauplitz bei Schrödis (Lage).
Ennstalseitig an der Passhöhe findet sich die zur Gemeinde Tauplitz gehörende Ortschaft Klachau.
Während die Klachau nach Norden flach in das weite Mitterndorfer Becken verläuft, fällt sie nach Süden rund 100 Höhenmeter stark ins enge Grimming-Tal ab. Die wichtige Verkehrsverbindung ist durch die Salzkammergut Straße sowie die Salzkammergutbahn erschlossen. Zur Überwindung der Scheitelhöhe von der Südseite her musste für die Bahn vom Ennstal herauf eine an der Berglehne geführte Rampenstrecke mit einer Steigung von bis zu 25 ‰ errichtet werden. Diese führt über Dämme, mehrere Brücken und durch zwei Tunnels. Die ehemals südseitige 19 %-Steigung der Bundesstraße wurde in den 1970er Jahren entschärft. In den Jahren 1992 bis 1994 wurde zudem die Lawinengalerie Untergrimming errichtet und 2008 auf eine Länge von 411 Metern erweitert.